# Камас (Вашингтон)
Камас (англ. Camas) — город в округе Кларк в штате Вашингтон в Соединённых Штатах Америки.
По данным переписи 2020 года в США, население города составляло 26 065 человек.

## История
Европейские колонисты создали здесь первое постоянное поселение в 1883 году и уже 18 июня 1906 года Камас получил статус города. Он был назван в честь лилии, которую высоко ценили местные индейцы.
Год основания поселения связан с созданием в том же году первой бумажной фабрики при поддержке английского предпринимателя Генри Питтока (1835—1919), который обосновался в близлежащем Портленде, где он издавал газету The Oregonian, существующую по сей день.
В западной части Камаса находится большая бумажная фабрика Georgia-Pacific, от которой команды старших классов получили свое название «The Papermakers».
В XX веке было предпринято четыре попытки (последняя в 1971-м) объединить города Камас и Уошугал (население 17 039 жителей на 2020 год), но все они были отклонены избирателями.

## География
Город находится примерно в 20 милях (32 км) к северо-востоку от Портленда. Восточная часть Камаса граничит с городом Уошугал, а западная с Ванкувером. 
Камас расположен вдоль вашингтонской стороны реки Колумбия, напротив Траутдейла, и является частью агломерации Портленда.
Одной из главных географических особенностей города является Прюн-Хилл (англ. Prune Hill) — потухшее вулканическое жерло, являющийся частью поля Боринг-Лава на северо-западе Орегона и юго-западе Вашингтона.
По данным Бюро переписи населения США, общая площадь города составляет 15,25 квадратных миль (39,50 км2), из которых 13,49 квадратных миль (34,94 км2) приходится на сушу и 1,76 квадратных миль (4,56 км2) — на водную поверхность.
В черте города расположено множество живописных водоемов, включая Лакамас — одноимённые озеро и ручей, озера Раунд, Фоллен-Лиф и Таг, реки Уошугал и Колумбия.